# Mafeteng
Mafeteng est une ville du Lesotho, chef-lieu du district de Mafeteng. Il s'agit de la troisième plus grande ville du pays par la population avec 57 059 habitants lors du recensement de 2005.